# Балачка

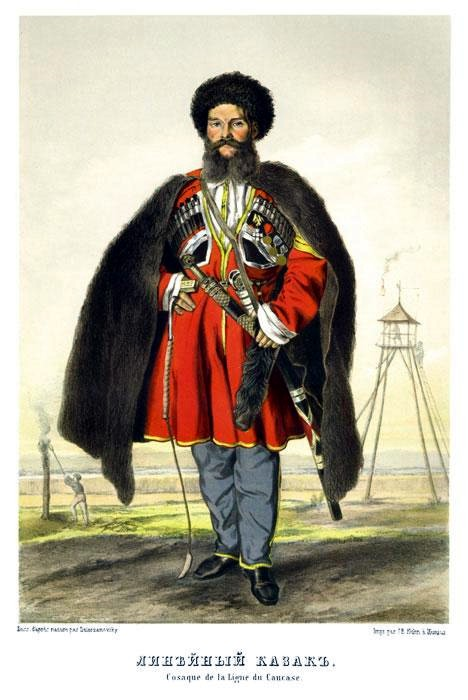
Линейный казак

Бала́чка (от укр. «балакати» — болтать) — степной диалект юго-восточного наречия украинского языка, совокупность говоров казаков Дона и Кубани. Может быть поставлен в один ряд с такими языками и диалектами, как суржик и др., однако по своим чертам противопоставлен донскому гутору, который является не смешанным языком, а диалектом русского с многочисленными иноязычными вкраплениями.
Существуют три основные исторические разновидности балачки — куба́нская, донска́я и го́рская.[уточнить]
Первая, кубанская балачка, представляет собой сохранённую и пошедшую собственным путём развития разговорную практику юго-восточных украинских диалектов XVIII столетия, которые также легли в основу украинского литературного языка, и на современном уровне представляет собой суржик, практически не отличающийся от того, на котором разговаривают на территории Украины. В 1871 году, в карте наречий и говоров, балачка относится к Каневско-Полтавскому наречию, которое было распространено в Полтавской губернии.
Современные письменность и орфография, как правило, используются русские (ср. ярыжка).
Донская балачка, таким образом, представляет собой переходный диалект от восточно-украинских к южно-русским диалектам.
Горская балачка образовалась во времена Кавказской войны, ввиду влияния народов Кавказа на быт и культуру кубанских и терских казаков.

## Происхождение термина
Слово «балачка» для обозначения диалектов и говоров стало употребляться в России в постсоветское время, но выделение донских говоров и кубанского говора или кубанского диалекта было описано уже в XIX веке.

## Кубанская балачка

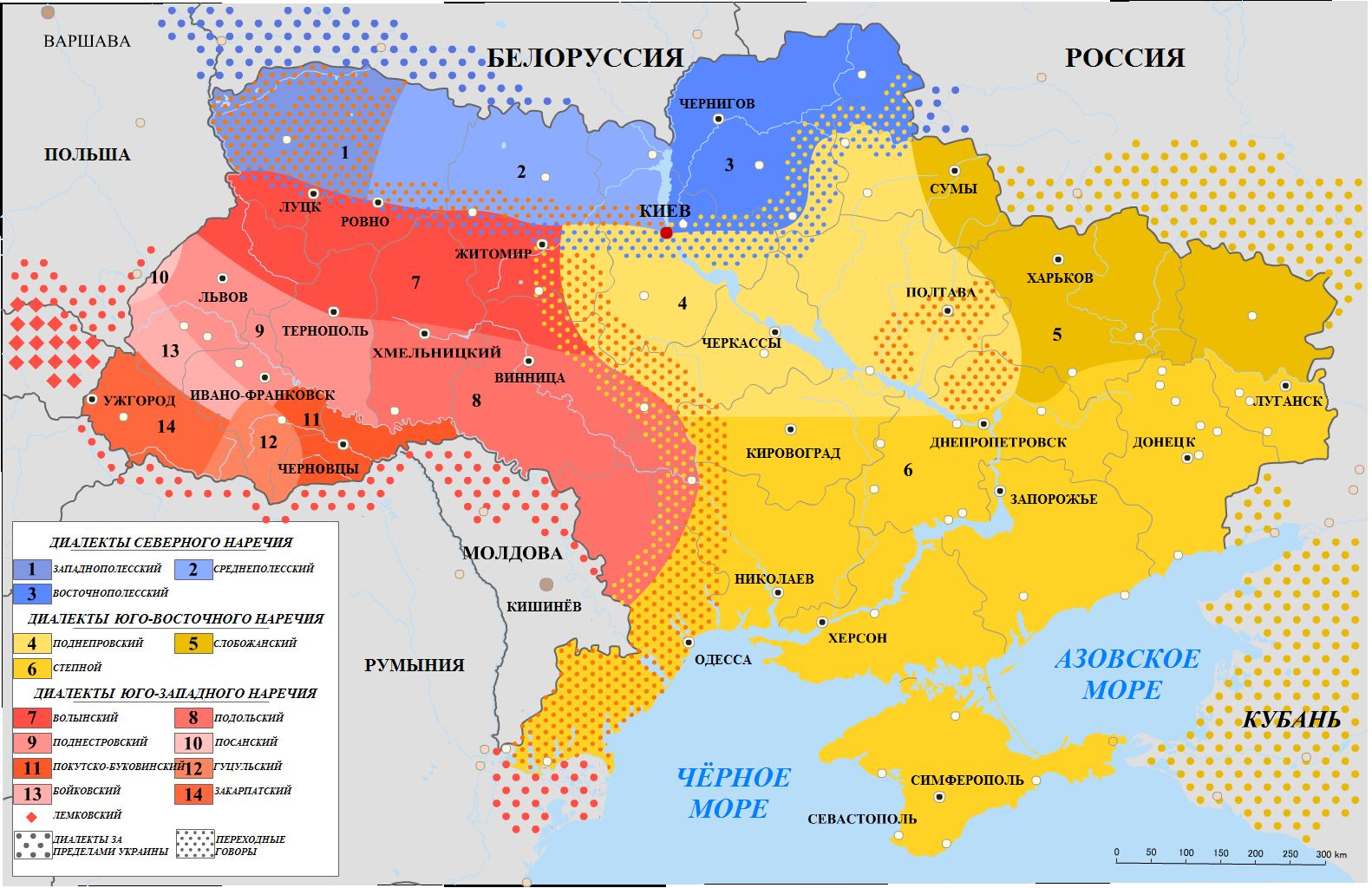
Карта распространения диалектов и говоров украинского языка

Наиболее значима и близка к литературному украинскому языку разновидность балачки, распространённая на Таманском полуострове. Переписью 1897 года была отнесена к «малороссийскому языку». В советские (с 1930-х годов) и постсоветские годы подвергается заметной русификации.

В. Г. Радченко. «Байки деда Игната»:

1905 год:

— Ось так будэ добрэ, — крякнул Мыкыта. Тем временем в номере появился служитель с перечнем готовых блюд-закусок. «Гильдейский» отмахнулся: — Нэ надо, — сказал он. — Будэмо обидать нэ по пысаному… Значить так, для почину давай нам четвэрть водкы с пэрцем и всяку милку закуску… И шоб там помымо ковбасок-васэлёдок була дычина. Така лэгосенька дычина, нэ лосятына-кабанятына, а тэ… Шо у вас е?

— Фазаны, перепела, рябчики, — согнулся в поклоне официант.

— Стой! Нэсы по тры пэрэпэла, нэ объидаця ж нам… И ту, як там йии… солянку, о!

— Солянка — цэ вроди нашого борща, — пояснил он гостям. — Борщ кацапы варыть нэ умиють, а солянку — нычого, йисты можно… И щэ… ось тих, як йих… манэнькых таких варэныкив з мьясом!

— Пельменей, — догадался официант.

— Эгэш, хай будуть пэлмэни…
Текст на балачке Ивана Вараввы, как рецензия на книгу Степана Хуторского (П. Придиуса) «Богато ж у нас всяких глупостев…»:

И звидкиля ты узявся такий, Степан Хуторской? Так складно балакаешь, такий сичный гумор в тебе, ну, чесне слово, прямо завидки беруть. Всэ у тебе е: и думкы, и смишинки, и сльозинки, и видвага, и гострый, як бритва, язык — отразу выдно, природный ты козак, добрый козак!

По нраву ты, Степа, простым людям, и, звычайно, мэни, старому бандурысту. Разом даже лякаюсь: нэ пэрэплюнув бы мэне своимы бувальшинамы. Порой скыдаеся ты на нашего Олександра Пивня, на Козьму Пруткова, на других щирых гумористов, але, по правде сказать, свий у тебэ и голос, и обличче.

Твори, любый! Нашим з тобою землякам Слово твое нынче, может, потрибнийше и важливийше самых живительных лекарств.
Тот же текст на литературном украинском языке:

І звідкіля ти взявся такий, Степане Хутірський? Так складно балакаєш, такий соковитий гумор у тебе, ну, чесне слово, аж заздрощі беруть. Все у тебе є: і думки, і смішинки, і сльозинки, і відвага, і гострий, як бритва, язик — одразу видно, природжений ти козак, добрий козак!

До вподоби ти, Степане, простим людям і, звичайно, мені, старому бандуристові. Часом навіть лякаюсь: не переплюнув би мене своїми бувальщинами. Часом скидаєшся ти на нашого Олександра Півня, на Кузьму Пруткова, на інших щирих гумористів, але, правду кажучи, свій у тебе і голос, і обличчя.

Твори, любий! Нашим з тобою землякам Слово твоє нині, може, потрібніше та важливіше за найживильніші ліки.

И откуда ты взялся такой, Степан Хуторской? Так складно говоришь, такой сочный юмор у тебя, ну, честное слово, прямо завидно делается. Всё у тебя есть: и мысли, и смешки, и слёзки, и отвага, и острый, как бритва, язык — сразу видно, прирождённый ты казак, хороший казак!
По нраву ты, Стёпа, простым людям, и, конечно, мне, старому бандуристу. Порой даже пугаюсь: не переплюнул бы меня своими бывальщинами. Порой смахиваешь ты на нашего Александра Пивня, на Козьму Пруткова, на других прирождённых юмористов, но, говоря откровенно, свои у тебя и голос, и лицо.

Твори, дорогой! Нашим с тобою землякам Слово твоё нынче, может, нужнее и важнее самых живительных лекарств.
Историческая близость Украины к Донскому казачеству вела (особенно интенсивно — с началом закрепощения крестьянского населения Гетманщины в XVIII веке) к постоянным миграциям на Дон и распространению там восточноукраинских диалектов, взаимопроникновению их с южнорусскими. Отличается сильным смягчением согласных (итить — «идти»).
Литературные герои романа Михаила Шолохова «Тихий Дон», представляющие донское казачество, разговаривают на гуторе (не путать с донской балачкой-«суржиком»).

## Горская балачка
Отличается заметным кавказским (в первую очередь, адыгейским) влиянием. С продвижением на юг Карачаево-Черкесии и Ставрополья кавказский субстрат вытесняет первоначальный украинский, так что распространение термина «балачка» на казацкие диалекты этих регионов носит условный характер. Это относится и к терским казакам, где фиксируется кабардинское влияние на западно-терских казаков и осетинское на центральных (бывшие Волжские и Малороссийские полки). Особенно сильно было вайнахское и ногайское влияние на гребенских казаков ввиду их многовекового соседства. Однако после массового исхода русского населения с Надтеречья в начале 1990-х данный диалект почти утрачен, кроме небольшой общины в районе северного Дагестана.

## Современность
Балачка не имеет официального статуса в субъектах Российской Федерации, являющихся территорией её распространения, и не используется в качестве основного языка обучения. В России официально рассматривается как диалект русского языка (включая кубанскую балачку, в XIX—XX веках относившуюся, как правило, к украинским диалектам). В быту употребляется преимущественно пожилыми станичниками. Использование в культуре заключается прежде всего в исполнении песен (украинских народных песен) фольклорными коллективами, включая знаменитый Кубанский казачий хор. В то же время начавшемуся в 1990-е годы возрождению казачества сопутствуют стремление энтузиастов к возрождению балачки и движение за признание её самостоятельным языком.
В 2010 году широкий резонанс вызвали выпуск «Кубанской азбуки» и предложение группы ученых Кубанского государственного университета (КубГУ) ввести преподавание на балачке в школах Краснодарского края. Ещё в 2005 году во всех кубанских школах введен в качестве обязательного предмет «Кубановедение», программа которого включает в том числе ознакомительные уроки по балачке. А в 2004 году краснодарские филологи предлагали кодифицировать балачку и использовать его в местных СМИ, аргументируя это тем, что немалая часть жителей края проживают в сельской местности и информация на балачке (в том числе и официальные распоряжения губернатора) будет лучше усваиваться кубанцами. В 1998 году на Новом телевидении Кубани (НТК), крупнейшей местной телерадиокомпании, регулярно выходила десятиминутная передача на кубанском диалекте: диктор на фоне видеоряда озвучивал исторические анекдоты и забавные рассказы, связанные с Кубанью.
12 сентября 2010 года в этнотуристическом комплексе казачей станицы Атамань впервые с большим размахом прошел конкурс балачки и «День балачки».

## В литературе
- Михаил Александрович Шолохов. «Тихий Дон»
- Марго Генер. «Частицы магии. Огонь»
- Пивень, Александр Ефимович — собиратель кубанского фольклора, опубликовавший многотомное собрание произведений на балачке.